# 宮間満寿雄
宮間 満寿雄（みやま ますお、1924年〈大正13年〉4月8日 - 1994年〈平成6年〉5月15日）は、日本の政治家、千葉県松戸市長（6期）。

## 来歴
千葉県出身。旧制千葉県立東葛飾中学校（現千葉県立東葛飾中学校・高等学校）卒。卒業後は松戸市雇となる。その後書記、教育、建設、企画調査、企画財政の各課長を歴任し、松戸市長松本清の下で助役に就任する。
1973年、松戸市長松本清が死去し、松本の後継者として松戸市長選挙に立候補し、初当選する。市長を6期務め、在任中は「計画行政」を推進した。6期目途中の1994年に死去した。